# Alen Ožbolt
Alen Ožbolt (ur. 24 czerwca 1996 w m. Novo mesto) – słoweński piłkarz grający na pozycji napastnika w Hapoel Tel Awiw.

## Kariera klubowa
Treningi piłki nożnej rozpoczął w 2001 roku w NK Ivančna Gorica, z którego w 2005 roku trafił do NK Krka. W 2010 roku został zawodnikiem NK Domžale. W pierwszej drużynie tego klubu zadebiutował 6 listopada 2013 w wygranym 1:0 meczu Pucharu Słowenii z Olimpiją Lublana. W lutym 2014 podpisał z tym klubem kontrakt do końca sezonu 2016/2017. W lipcu 2015 został wypożyczony na dwa lata do rezerw Borussii Dortmund. W listopadzie 2016 przebywał na tygodniowych testach w Lechii Gdańsk, podczas których strzelił 3 gole w wygranym 16:1 sparingu z Pomezanią Malbork. W styczniu 2017 wrócił do NK Domžale i przedłużył kontrakt z klubem do czerwca 2021. W styczniu 2018 przeszedł do austriackiego TSV Hartberg. We wrześniu 2018 podpisał trzyletni kontrakt z Łokomotiwem Płowdiw.

## Kariera reprezentacyjna
Młodzieżowy reprezentant Słowenii w kadrach od U-16 do U-21.

## Życie osobiste
Jego ulubionym klubem jest Arsenal F.C., a za idola sportowego uważa Roberta Lewandowskiego.